# Quetta (SI-prefix)
Quetta, symbool: Q, is het SI-voorvoegsel dat wordt gebruikt om een factor 1030, gelijk aan 100010 of één quintiljoen, aan te duiden.
Het wordt sinds 2022 gebruikt.